# Har Šefi
Har Šefi (hebrejsky: הר שפי) je hora o nadmořské výšce 694 metrů v centrálním Izraeli, v pohoří Judské hory.
Nachází se cca 17 kilometrů západně od centra Jeruzaléma, cca 7 kilometrů severovýchodně od města Bejt Šemeš, na jihovýchodním okraji vesnice Ksalon. Má podobu zalesněného hřbetu, který na jižní straně prudce spadá do údolí potoka Sorek, na severu do údolí vádí Nachal Ksalon, respektive bočního vádí Nachal Razi'el. Vrcholová partie je zalesněna, na severozápadní straně ji ale pokrývá obytná zástavba vesnice Ksalon. Východně odtud hřbet pokračuje horou Har Tajasim.